# میکروتوربین
میکروتوربینها، (به انگلیسی: Microturbine) در واقع توربین های گازی کوچک با گستره تولید توان از ۲۵ کیلووات تا یک مگاوات بوده که بر پایه سیکل برایتون عمل می کنند. گستره توانی و راندمان MT در حد قابل‌قبول بوده و برای بسیاری کاربردها مناسب است. راندمان یک MT بدون رکوپراتور در حدود ۱۵ الی ۲۰ درصد و برای یک MT با رکوپراتور در حدود ۲۰ تا ۳۵ درصد است و اگر به‌عنوان تولید هم‌زمان حرارت و توان  به کار رود راندمانی بیش از ۸۰ درصد را خواهد داشت .
نسبت توان به وزن بالا و راندمان مناسب تنها مزایای MTG ها نیستند. ازجمله مزایای دیگر MT ها که موجب برتری نسبت به سایر تولیدات پراکنده شده است، می‌توان به: ابعاد فشرده، قابلیت اطمینان بالا، وزن کم، هزینه‌های نگهداری و بهره‌برداری پایین، کنترل ساده، آلودگی زیست‌محیطی اندک، قطعات متحرک کمتر، سطح نویز (صدا) پایین و انعطاف‌پذیری در سوخت را اشاره نمود. MT ها توانایی کار با انواع سوخت‌های گازی و مایع مانند گاز طبیعی، گاز مایع (LPG)، پروپان، گاز حاصل از دفن، گاز هاضم، دیزل، گاز زیستی  و نفت سفید رادارند که برخی از آن‌ها جزء منابع تجدیدپذیر محسوب می‌شوند .

## طراحی

نمای برش خورده از یک میکروتوربین رکوپراتور دار.

ساختار و پیکره‌بندی میکروتوربین توسط نحوه چیدمان و اتصال اجزای اشاره‌شده، تعیین می‌شود و در حالت کلی دو نوع اصلی MT شامل تک‌محوره  و محور جداگانه (دومحوره)  است. در طراحی تک‌محوره، تمام اجزای میکروتوربین بر روی یک محور مشترک نصب‌شده‌اند و سرعت محور در حدود 50,000 تا 120،000 دور بر دقیقه است که سبب تولید ولتاژ با فرکانس بالا می‌گردد. ولتاژ با فرکانس بالا نیاز به مبدل الکترونیک قدرت واسط برای تبدیل به ولتاژی با دامنه و فرکانس مطلوب دارد. در نوع دومحوره، دو قسمت جداگانه وجود دارد که از طریق یک جعبه‌دنده  به یکدیگر متصل شده‌اند. در این حالت نیاز به مبدل واسط نیست و سرعت چرخش محور در حدود 3،600 دور بر دقیقه است .

## بازار
از سازندگان معروف میکروتوربین می‌توان به کپستون توربین با داشتن ۵۱٫۴٪ سهم بازار، Bladon Jets با ۱۹٫۴٪ سهم بازار، FlexEnergy با ۱۰٫۹٪ سهم بازار و آنسالدو انرژیا با ۴٫۵٪ سهم بازار اشاره کرد.